# Anymore for Anymore
Anymore for Anymore è il primo album in studio da solista del musicista britannico Ronnie Lane, fondatore dei gruppi Small Faces e Faces. Il disco è stato pubblicato nel 1974.

## Tracce
Side 1
1. Careless Love – 4:09 (trad.)
2. Don't You Cry for Me – 4:26 (Ronnie Lane)
3. (Bye and Bye) Gonna See the King – 5:06 (Ronnie Lane)
4. Silk Stockings – 1:48 (Ronnie Lane, Kevin Westlake)
5. The Poacher – 3:45 (Ronnie Lane)

Side 2
1. Roll on Babe – 3:20 (Derroll Adams)
2. Tell Everyone – 3:00 (Ronnie Lane)
3. Amelia Earhart's Last Flight – 5:49 (Dave McEnery)
4. Anymore for Anymore – 3:43 (Ronnie Lane, Kate Lambert)
5. Just a Bird in a Gilded Cage – 1:06 (Harry Von Tilzer)
6. Chicken Wired – 4:25 (Ronnie Lane)